# ترافيس ميتكالف
ترافيس ميتكالف (بالإنجليزية: Travis Metcalf)‏ هو لاعب كرة قاعدة أمريكي، ولد في 17 أغسطس 1982 في مانهاتن في الولايات المتحدة.

## وصلات خارجية
- ترافيس ميتكالف على موقع دوري كرة القاعدة الرئيسي (الإنجليزية)
- ترافيس ميتكالف على موقعبيزبول رفرنس.كوم (الدوري الرئيسي) (الإنجليزية)
- ترافيس ميتكالف على موقعبيزبول رفرنس.كوم (الدوري الثانوي) (الإنجليزية)
- ترافيس ميتكالف على موقع إي إس بي إن.كوم (أم.أل.بي) (الإنجليزية)
- ترافيس ميتكالف على موقع مشجعي الرسوم البيانية (الإنجليزية)